# 中甸艾
中甸艾（学名：Artemisia zhongdianensis）为菊科蒿属的植物，为中国的特有植物。分布于中国大陆的云南等地，生长于海拔2,700米的地区，多生于林缘或缓坡灌丛中，目前尚未由人工引种栽培。

## 别名
缅甸艾（植物研究）